# Chiesa di San Giacomo (Vipiteno)
La chiesa di San Giacomo (in tedesco Kirche St. Jakobus), o in modo più completo chiesa di San Giacomo Maggiore, è il principale luogo di culto di Tunes, frazione di Vipiteno (Sterzing), in provincia autonoma di Bolzano. Appartiene al decanato di Vipiteno della diocesi di Bolzano-Bressanone e risale al XVI secolo.

## Storia

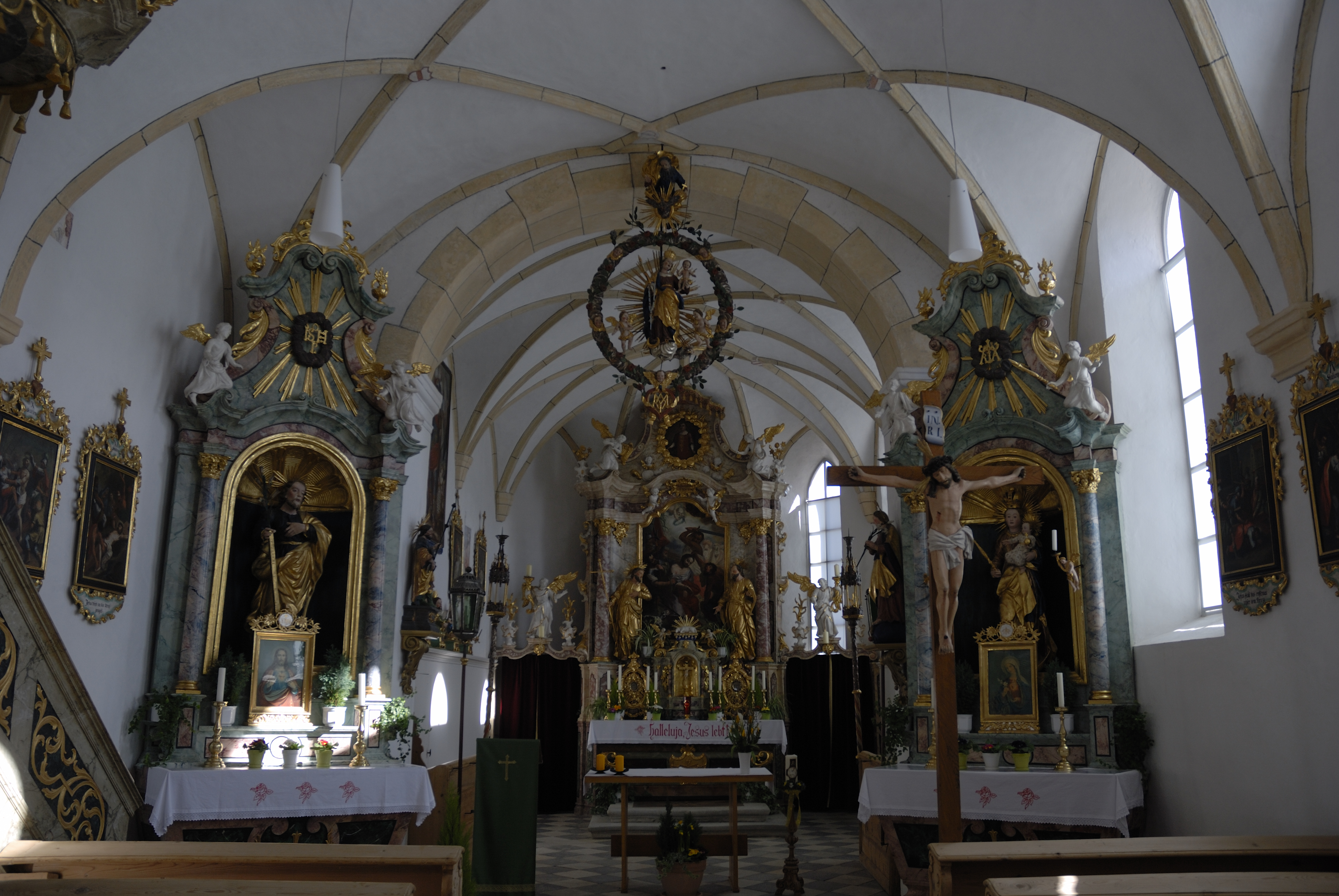
Interno della navata

Alcuni tratti del Cammino di Santiago di Compostela attraversarono anche il Tirolo e i pellegrini diretti in alla basilica con le reliquie del santo passarono, stando al ritrovamento casuale di una conchiglia di Pecten jacobaeus in bronzo, nei pressi di Tunes, non lontano da Vipiteno, dove aveva sede una confraternita legata al santo. Questa confraternita operò per far costruire la chiesa dedicata a Giacomo il Maggiore. La costruzione iniziò attorno al 1510 e circa un secolo più tardi venne rimaneggiata. Vicino alla parrocchiale di Vipiteno erano presenti inoltre ostelli per accogliere i pellegrini. Sembra verosimile quindi che uno di questi pellegrini abbia perduto la conchiglia distintiva del santo attraversando Kronbühel lungo il cammino.

## Descrizione

### Esterni
La chiesa di San Giacomo si trova nell'abitato di Tunes, frazione posta ad ovest di Vipiteno, in Alto Adige. La facciata a capanna in stile gotico è semplice, con portale di accesso con arco a sesto acuto caratterizzato dalla presenza della conchiglia, simbolo del pellegrinaggio del cammino di Santiago, sormontato in asse dal piccolo oculo. La torre campanaria si alza in posizione arretrata sulla sinistra, la sua cella si apre con quattro finestra e bifora acuta e la copertura è data da una acuta piramide a base ottagonale.

### Interni
La navata della sala è unica, con altare maggiore nel presbiterio e due altari laterali posti ai lati dell'arco santo. La copertura è a botte con nervature a rete.

## Monumento sottoposto a tutela
La chiesa è un monumento sottoposto a tutela col numero 17453 nella provincia autonoma di Bolzano con decreto del 12 maggio 1986